# Garbagnate Milanese
Garbagnate Milanese är en ort och kommun i storstadsregionen Milano, innan 31 december 2014 i provinsen Milano, i regionen Lombardiet i Italien. Kommunen hade 27 385 invånare (2018).